# 완산 김씨
완산 김씨(完山金氏)는 전북특별자치도 전주시를 본관으로 하는 한국의 성씨이다.
시조 김정(金晸)은 전주 김씨의 시조 김태서(金台瑞)의 손자로 전해진다.

## 참고 자료
- “완산김씨(完山金氏)”. 뿌리를 찾아서.[깨진 링크(과거 내용 찾기)]